# 孙耀庭
孙耀庭（1902年12月29日—1996年12月17日），小名留金，天津市静海县西双塘村人，中國太监。1911年净身，1917年入宮为逊清小朝廷的太监。

## 生平
孙耀庭出身于贫农之家，於家中四兄弟中排行第二，幼時於村內傅学舜、傅学兰私塾讀了四年書。好景不常，辛亥革命前後其父母丟失僅餘田地沦为乞丐。其時遜清小朝廷不顾民国政府禁令重新在民间徵太监，於是其父於孫八歲時以剃刀將其去勢。孙耀庭通过原醇亲王府太监贺德元介绍，于1916年到原清朝醇亲王府当差，载涛贝勒给孙耀庭起名顺寿。1917年孙耀庭回到老家，又通过宫内北花园太监进了紫禁城，伺候九堂副督领侍任德祥，后来伺候端康皇太妃、皇后婉容。1924年11月5日爆發甲子政變，遜清小朝廷遭冯玉祥赶出紫禁城，孫耀庭被载沣遣散後歸鄉，後再回到北京北长街的出宫太监的居所万寿兴隆寺居住。溥仪当满洲国皇帝後，孙耀庭再度前往长春侍奉左右，后来患病辭職离开长春回到北平。中华人民共和国成立后，孙耀庭被黨委派负责北京的寺庙管理。文化大革命爆發後住进广化寺，直至1996年逝世，享壽93岁。

## 著作
孙耀庭晚年經张文惠整理出版自传體回憶錄《最后一个太监》，1988年被改编为电影《中国最后一个太监》，在劇中改名為劉來喜，由莫少聰飾演。

## 相关书籍
- 《最后一个太监》
- 《末代太监孙耀庭传》 ISBN 978-7-02-004590-7